# Dactylopodida
Ordre
Les Dactylopodida sont un ordre de protistes amibozoaires (embranchement des Amoebozoa), de la classe des Discosea.

## Étymologie
Le nom « dactylopodida » fait référence aux pseudopodes en forme de doigt, également appelés dactylopodes, qui sont communs à ce taxon.

## Description
Les Dactylopodida ont généralement, lorsqu’ils se déplacent, une forme de triangle irrégulier avec une base dirigée vers l'avant. Ils ont un hyaloplasme antérieur large ; des noyaux axiaux fibreux à la fois dans les dactylopodes et dans les pseudopodes flottants.
Chez les genres Paramoeba et Neoparamoeba, on observe des parasomes. Leurs kystes sont inconnus. Ils n'y a pas de noyaux axiaux fibreux tant chez les dactylopodes que chez les pseudopodes flottants. Ils ont un cortex composé d'écailles extracellulaires, des glycostyles pentagonaux ou hexagonaux ou une « cuticule » fibreuse complexe.
Le genre Dactylosphaerium a des cellules sphériques, avec une fine membrane, qui présente à la base deux extensions filiformes (peut-être des restes de la membrane mère), avec lesquelles 4, 8 ou 16 individus s'unissent pour former des colonies sphériques.
Il possède un chromatophore vert clair, en forme de cloche, avec pyrénoïde.
Sa reproduction asexuée se fait par division de chaque cellule en huit cellules filles, qui brisent la membrane mère au fur et à mesure de leur croissance.
Sa reproduction sexuée se fait par des zoospores ovales allongées, dont seize sont produites dans chaque cellule.
Le genre est lié au genre Dictyosphaerium,.

## Liste des familles et genres
Selon GBIF (18 décembre 2024) :
- Vexilliferidae F.C.Page, 1987
- Genres Incertae sedis (c'est-à-dire dont le rattachement à une famille est incertain) : 
  - Boveella Sawyer, 1975
  - Dactylosphaerium Hertwig & Lesser, 1874
  - Oscillosignum Bovee, 1951
  - Podostoma Claparède & Lachmann, 1860
  - Squamamoeba Kudryavtsev & Pawlowski, 2013
  - Strioluatus
  - Subulamoeba Bovee, 1951
  - Trienamoeba Bovee, 1970

## Systématique
Le nom valide de ce taxon est Dactylopodida Smirnov (d), Nassonova (d), Berney (d), Fahrni (d), Bolivar (d) & Pawlowski (d), 2005,.

### Publication originale
- (en) Alexeï Smirnov, Elena Nassonova, Cédric Berney, José Fahrni, Ignacio Bolivar et Jan Pawlowski, « Molecular Phylogeny and Classification of the Lobose Amoebae », Protist, Allemagne, vol. 156, no 2,‎ 18 août 2005, p. 129-142 (ISSN 1434-4610, e-ISSN 1618-0941, DOI 10.1016/j.protis.2005.06.002, lire en ligne, consulté le 18 décembre 2024).